# 马来西亚数码部
马来西亚数码部（马来文：Kementerian Digital Malaysia；英语：Ministry of Digital Malaysia）是马来西亚联邦政府旗下的一个部门，主管和推广马来西亚的数码化进程。

## 历史
马来西亚数码部的前身为马来西亚通讯及数码部。2023年12月12日，随着首相安华宣布马来西亚通讯及数码部一分为二成立新的数码部并且委任民主行动党署理主席哥宾星为数码部长，并由砂拉越人民党副主席拿督 Wilson Ugak Anak Kumbong 担任副部长。

## 组织架构
数码部长是马来西亚数码部的最高政务官，由马来西亚首相委任，并且由1名同为政务官的副部长辅助。
数码部秘书长是马来西亚数码部的最高事务官，并且由副秘书长分管旗下内设机构。
- 部长：哥宾星
  - 副部长：Datuk Wilson Ugak Anak Kumbong
  - 秘书长：Datuk Haji Rodzi bin Md Saad
    - 秘书长直属
      - 组织通讯科（公共关系科）
      - 廉政科
      - 内部审计科
      - 法律顾问办公室
      - 会计处

    - 副秘书长：Ma. Sivanesan a/l Marimuthu @ Muthiah
      - 管理服务处
        - 人力资源科
        - 行政科
        - 财务科

      - 政策、管制及合规处
      - 注册及记录科
      - 国际处
      - 数码科技处
      - 设备处
      - 信息管理处

### 附属联邦政府机构[4]
1. 国家数码局（JDN）
2. 个人资料保护局（JPDP）

### 附属官联公司
1. 马来西亚数码经济机构（MDEC）
2. 马来西亚网络资讯中心（MYNIC Berhad）
3. 马来西亚数码机构（MyDIGITAL Corporation）
4. 马来西亚网络安全机构（CSM）
5. 国家数码公司（DNB）